# Societat Cultural i Recreativa de Castellví de la Marca
La Societat Cultural i Recreativa de Castellví de la Marca es troba en el municipi de Castellví de la Marca. Es tracta de l'entitat d'esbarjo més antiga de tot el municipi. Va ser fundada l'any 1887 amb el nom de «La Unión del Pueblo de Castellví de la Marca». Avui en dia té la seu al Maset dels Cosins, però originàriament aquesta estava a les Cases Noves de la Riera i les reunions tenien lloc a Cal Ganso i Cal Mestres. El 22 de desembre de 1966, «La Unión del Pueblo de Castellví de la Marca» va ser refundada i va passar a anomenar-se «Sociedad Cultural del Barrio de Castellví».
D'acord amb els estatuts fundacionals del 1966, l'objectiu de la Societat era procurar espargiment, cultura i sanes diversions als habitants d'aquesta població rural. En aquella època, la Societat comptava amb un pressupost anual de 26.000 pessetes i cada soci pagava una quota mensual de 10 pessetes. Els socis es dividien en dos grans grups: els socis fundadors, que sumaven un total de seixanta-tres, i els socis agregats, que eren tots aquells que entressin a formar part de la Societat un cop els estatuts fossin signats.
L'edifici es va construir entre 1916 i 1917.